# イーミュージック
株式会社イーミュージック （英: emusic Inc.） は、「日本の音楽のレベルを上げる」ことを目的として音楽製作プロダクション事業、コンサートイベント企画などをおこなう企業である。

## 役員事項
- 代表取締役：笹原雄一　H25.3就任（H27.2解任）
- 代表取締役：早川優　　H21.10就任～H23.10重任
- 代表取締役：八木康次　H21.10就任～H23.10辞任（H25.3登記）
- 取締役：永井英世　H21.2就任
- 取締役：和田百合　H19,7就任
- 監査役：高橋安弘　H21.10就任

- 代表取締役：川村弘敏 現在終任
- 代表取締役：中村悟 H19.7就任～H20.3辞任
- 取締役：湯浅信也　 H19.11就任～現在終任
- 取締役：川村弘敏　 H19.11就任～現在終任
- 取締役：菊池一　　 H19.7就任～H20.3辞任
- 取締役：中澤賢二　 H17.1就任～H19.7辞任
- 取締役：芳田利雄　 H16.2就任～H17.1辞任
- 監査役：水口達　　 H19.11就任～現在終任
- 監査役：川村弘敏　 H19.7就任～H19.11辞任
- 監査役：木嶋充　　 H18.2就任～H19.7辞任
- 監査役：木嶋充　　 H17.1就任～H18.2辞任
- 監査役：木嶋吉紀　 H16.2就任～H17.1辞任

このうち、早川優は投資詐欺による証取法違反で逮捕。八木康次は弁護士時代に業務上横領で逮捕、除名処分の経歴あり。早川と八木は刑務所仲間だったという。また、水口達はこの後の2012年に詐欺で逮捕された。

## 小室哲哉との関係
2007年6月に小室哲哉が吉本興業と契約終了した直後の7月にイーミュージックが設立され、小室の受け皿となった。当時の代表取締役・川村弘敏の言葉によると「当初、小室哲哉氏の再起を願いスタートした」企業である。
小室と原盤権などの契約を結んでおり、小室側が別の企業と二重契約した疑いが浮上している。小室との契約は2009年8月までの2年契約。契約期間中、小室の活動費・生活費などの一部も肩代わりしている。これらの事実あるいは疑惑は2008年11月4日に小室が詐欺容疑で逮捕された後に明らかになった。
小室との契約が切れたのちも運営を続け、「EMサポートクラブ」という株券を発行し1億3000万円を集めたが、返金に応じていない。2009年に豊川誕が本部長として入社したが、「約半年間無休で働かされた」という。その他、タレント志望の両親に小室の名前を出して支援金の名目で3000万円を受け取るもたなざらしや、ザックコーポレーションを巡る投資詐欺事件に巻き込まれるなどのトラブルが頻発し、2015年2月17日付で笹原雄一代表取締役が解任された。

## 主要取引先
- ユニバーサルミュージック
- TKCOM
- コロムビアミュージックエンタテインメント
- ホリデージャパン
- スカイフック